# Serjania adenophylla
Serjania adenophylla är en kinesträdsväxtart som beskrevs av M.S. Ferrucci. Serjania adenophylla ingår i släktet Serjania och familjen kinesträdsväxter. Inga underarter finns listade i Catalogue of Life.